# Elecciones estatales de Selangor de 2008
Las elecciones estatales de Selangor de 2008 tuvieron lugar el 8 de marzo del mencionado año con el objetivo de renovar los 56 escaños de la Asamblea Legislativa Estatal, que a su vez elegiría a un Menteri Besar (gobernador o Ministro Principal) para el período 2008-2013, a no ser que se realizaran elecciones adelantadas en ese período. Como todas las elecciones estatales selangoreanas, tuvieron lugar al mismo tiempo que las elecciones federales para el Dewan Rakyat de Malasia a nivel nacional.
Durante la campaña, varios analistas predecían que el oficialista Barisan Nasional (Frente Nacional), gobernante desde la independencia en Malasia en general y Selangor en particular, mantendría el gobierno, y que Mohamed Khir Toyo (en el poder desde el año 2000) obtendría un tercer mandato como Menteri Besar, siendo Selangor un bastión tradicional del oficialismo y uno de los estados más desarrollados y ricos de la Federación. Sin embargo, durante la campaña varios candidatos de la coalición opositora Pakatan Rakyat (Pacto Popular), se perfilaron como figuras coherentes y se predijo que en algunos escaños habría una competencia interesante.
A pesar de la predicción anterior, el Pakatan Rakyat obtuvo una aplastante victoria con el 55.95% del voto popular y 36 de los 56 escaños, contra el 43.81% del Barisan Nasional, que se quedó con los 20 escaños restantes, siendo el restante 0.24% a parar a candidaturas independientes. La participación electoral fue del 78.20%. El Partido de la Justicia Popular (PKR), que en las anteriores elecciones había perdido toda su representación, se convirtió en el partido más grande del Pakatan Rakyat y su líder estatal, Khalid Ibrahim, fue elegido Menteri Besar y juramentado el 13 de marzo. Selangor fue, de este modo, una de las cinco victorias estatales del Pakatan Rakyat que caracterizaron el resonante fortalecimiento opositor que experimentaría Malasia durante la siguiente década, y dada su posición como estado clave, se consideró la pérdida más abrumadora y sorpresiva para el Barisan Nasional. Hasta la fecha, la alianza presidida por el PKR sigue gobernando Selangor, siendo el de Ibrahim el primer gobierno de Selangor ajeno al Barisan Nasional desde la independencia de Malasia.

## Resultados
|  | 20.19 % |

|  | 26.79 % |

|  | 18.62 % |

|  | 14.29 % |

|  | 17.14 % |

|  | 23.21 % |

|  | 55.95 % |

|  | 64.29 % |

|  | 30.59 % |

|  | 32.14 % |

|  | 9.02 % |

|  | 3.57 % |

|  | 2.32 % |

|  | 0.00 % |

|  | 1.88 % |

|  | 0.00 % |

|  | 43.81 % |

|  | 35.71 % |

|  | 0.24 % |

|  | 0.00 % |

|  | 97.83 % |

|  | 2.17 % |

|  | 100.00 % |

|  | 78.20 % |